# Віталіна (Хорватія)
42°26′ пн. ш. 18°29′ сх. д. / 42.43° пн. ш. 18.48° сх. д.
Віталіна (хорв. Vitaljina) — населений пункт у Хорватії, у Дубровницько-Неретванській жупанії у складі громади Конавле.

## Населення
Населення за даними перепису 2011 року становило 211 осіб.
Динаміка чисельності населення поселення: